# 篦额尖额蟹
篦额尖额蟹（学名：Rhynchoplax messor）为膜壳蟹科尖额蟹属的动物。分布于日本以及中国大陆的浙江、福建等地，生活环境为海水，多见于低潮线的海藻上或岩石下。